# Philodicus femoralis
Philodicus femoralis är en tvåvingeart som beskrevs av Ricardo 1921. Philodicus femoralis ingår i släktet Philodicus och familjen rovflugor. Inga underarter finns listade i Catalogue of Life.